# Ljustjärnen (Järna socken, Dalarna, Hästingsflotten)
Ljustjärnen är en sjö i Vansbro kommun i Dalarna och ingår i Dalälvens huvudavrinningsområde. Ljustjärnen ingår tillsammans med sin grannsjö Mörktjärnen i Hästingsflottens naturreservat.